# 승계호
승계호(영어: Thomas Kaehao Seung, 1930년 9월 20일~2022년 2월 19일)는 미국의 철학자이자 문학 평론가이다. 평안북도 정주 출신인 그는 6.25 전쟁 때 월남한 후 미국 예일 대학교 유학을 떠나 서양철학에 대해 연구했다.